# Los chulos
Los chulos es una película  de comedia española de 1981 escrita y dirigida por Mariano Ozores, y protagonizada por Andrés Pajares y Fernando Esteso. 
La música está a cargo de Gregorio García Segura y la fotografía a cargo de Leopoldo Villaseñor.
Su distribuidora en el campo doméstico es Manga Films

## Argumento
Félix (Fernando Esteso) es un proxeneta dueño de un cabaret, dos bingos y tres casas de citas. Ahora se propone abrir una sala de fiestas, y para ello cuenta -como siempre lo ha hecho- con el apoyo del Obispo, al cual tiene sobornado con frecuentes donativos. Contando con el apoyo de la Iglesia le será mucho más fácil contar con el visto bueno del Ayuntamiento, aunque, por otra parte, también tiene sobornados, entre otros, al alcalde y al presidente del Consejo de la Diputación. Todo este estado de cosas va a verse seriamente amenazado con la llegada de Arcadio (Andrés Pajares), seminarista y sobrino del Obispo. Arcadio, que abandonó el seminario por considerarlo “demasiado frívolo” para él, ahora ocupará el puesto de secretario de su tío, que había quedado vacante. Al encontrar a Rebolledo entre los “feligreses” amigos del Obispo, el casto seminarista queda enormemente escandalizado. Tanto es así que lo primero que hace es convencer a las esposas del alcalde y del presidente para que insten a sus maridos a rechazar la apertura de otro “local del vicio y la corrupción”. La guerra abierta acaba de declararse..

## Reparto[4]
| Intérprete       | Personaje                                |
| ---------------- | ---------------------------------------- |
| Andrés Pajares   | Arcadio, el seminarista                  |
| Fernando Esteso  | Félix Rebolledo, el chulo                |
| Jenny Llada      | Bárbara                                  |
| Alfonso del Real | Don Emilio, el alcalde                   |
| María Isbert     | Doña Loreto, la esposa del alcalde       |
| Adriana Ozores   | Lucía, la hija del alcalde               |
| Simón Cabido     | Leocadio                                 |
| Gina Baró        | Lolita                                   |
| Luis Barbero     | Rector del seminario                     |
| Tony Valento     | Domingo                                  |
| Ángel Luis Yusta | Técnico vídeo                            |
| Carlos Lucas     | Camarero                                 |
| Florinda Chico   | Doña Angelines, la esposa del presidente |
| Ricardo Merino   | Bernardo, el presidente                  |
| Juanito Navarro  | El obispo, tío de Arcadio                |

## ¿Dónde se rodó?
Madrid